# Neoperla sauteri
Neoperla sauteri är en bäcksländeart som beskrevs av František Klapálek 1912. Neoperla sauteri ingår i släktet Neoperla och familjen jättebäcksländor. Inga underarter finns listade i Catalogue of Life.